# Werner Falb-Meixner
Werner Falb-Meixner (* 19. Februar 1960) ist ein österreichischer Landwirt und Politiker (ÖVP). Falb-Meixner war von Dezember 2008 bis April 2011 Agrarlandesrat in der Burgenländischen Landesregierung.

## Leben
Falb-Meixner besuchte von 1966 bis 1970 die Volksschule in Zurndorf und wechselte danach bis 1974 an die AHS-Unterstufe in Neusiedl am See. Im Anschluss absolvierte Falb-Meixner die Höhere landwirtschaftliche Bundeslehranstalt im Francisco Josephinum in Wieselburg, wo er 1979 die Matura ablegte. Falb-Meixner übernahm danach die elterliche Landwirtschaft und bewirtschaftet derzeit eine Fläche von 110 Hektar.

## Politik
Falb-Meixner war von 1987 bis 1992 Gemeinderat der Gemeinde Zurndorf und wurde 1992 in den Gemeindevorstand gewählt. Von 2002 bis 2008 war er Bürgermeister von Zurndorf, nachdem er sich gegen den SPÖ Amtsinhaber Horvath durchgesetzt hatte, obwohl die SPÖ bei der Gemeinderatswahl die absolute Mehrheit erreichte. Falb-Meixner konnte seine Position bei der Bürgermeisterwahl 2007 in einer Stichwahl gegen den SPÖ Kandidaten Friedl verteidigen, obwohl seine Partei erneut bei der zeitgleich stattfindenden Gemeinderatswahl hinter der SPÖ lag.
Neben seiner Tätigkeit im Gemeinderat ist Falb-Meixner seit 1991 auch Bauernbundobmann in Zurndorf. 1996 wurde er zudem zum Stellvertretenden Bezirksbauernratsobmann gewählt. Seit 1998 ist er auch Kammerrat der burgenländischen Landwirtschaftskammer. Darüber hinaus ist er Obmann des Wasserverbandes Leitha 1 und Obmann der Interessensgemeinschaft Europaschutzgebiet Parndorfer Platte – Heideboden.
Falb-Meixner war vom 19. Mai 2005 bis zum 11. Dezember 2008 für die ÖVP im Burgenländischen Landtag. Am 11. Dezember 2008 wurde er zum neuen Agrarlandesrat angelobt, wo er seinem Parteikollegen Nikolaus Berlakovich nachfolgte. Falb-Meixner war Mitglied des Landesparteivorstandes der ÖVP. Falb-Meixner trat am 30. April 2011 nach Bestätigung seines Urteils wegen Amtsmissbrauchs durch den Obersten Gerichtshof von seinem Amt als Agrarlandesrat zurück. Sein Nachfolger wurde ab 11. Mai 2011  Andreas Liegenfeld.
Am 14. Oktober 2010 wurde Falb-Meixner zu einer Strafe von sieben Monaten bedingt verurteilt, weil er in seiner Amtszeit als Bürgermeister von Zurndorf den Auftrag gegeben hatte, zwei Schüler aus Ungarn, die in Zurndorf die Hauptschule besuchten, auch im Ort als wohnhaft anzumelden. Die Schüler wohnten aber weiterhin im nahe gelegenen Ungarn bei ihren Eltern. Falb-Meixner rechtfertigte sein Vergehen damit, dass dies die einzige Möglichkeit gewesen sei, den Schulbetrieb aufrechtzuerhalten, da zu diesem Zeitpunkt Hauptschulen mit weniger als 90 in Österreich wohnenden Schülern geschlossen worden wären.